# Horodek (stacja kolejowa)
Horodek (biał. Гарадок, ros. Городок) – stacja kolejowa w miejscowości Horodek, w rejonie horodeckim, w obwodzie witebskim, na Białorusi. Położona jest na linii Newel - Jeziaryszcza - Witebsk.

## Historia
Stacja powstała w czasach carskich na linii z Petersburga do Witebska, pomiędzy stacjami Byczycha i Łoswida.